# Manderscheid, Bernkastel-Wittlich
Manderscheid là một đô thị ở huyện Bernkastel-Wittlich, bang Rheinland-Pfalz, Đức. Đây là một đô thị nghỉ dưỡng, là thủ phủ hành chính của Verbandsgemeinde Manderscheid.
Manderscheid có hai toà lâu đài, trung tâm đá quý, bảo tàng lịch sử. Manderscheid nằm bên sông Lieser.